# Onderhoudsaudit
Een onderhoudsaudit is een audit die gericht is op het onderhoud van gebouwbeheer en technische installaties.
Deze onderhoudsaudit kan gezien worden als een kwaliteitsaudit.

## Doel onderhoudsaudit
De audit is gericht op het onderhoud gebouwbeheer en technische installaties Beter bekend als facilitair management. Anders gezegd: de onderhoudsaudit richt zich met name op vastgoed. Het doel van de onderhoudsaudit is om op een procesmatige en objectieve wijze de kwaliteit van het onderhoud te verbeteren. 
De eigenaar heeft als taak en verantwoordelijkheid primair te zorgen voor veilige en goed werkende technische voorzieningen die voldoen aan de wettelijke verplichtingen. Daarnaast moet hij ook voldoen aan de aanvullende voorschriften van lokale overheden, brandweer en verzekeraars.

## Gevolgen slecht onderhoud
Onderhoud dat slecht wordt uitgevoerd kan negatieve gevolgen hebben voor de onderneming. Hierbij moet gedacht worden aan:
- Verslechtering van de klanttevredenheid door een hoger aantal storingen.
- Een jaarlijkse dienstverlening die betaald wordt, maar niet (volledig) wordt geleverd.
- Door slecht onderhoud zullen installaties eerder vervangen moeten worden, waardoor de opdrachtgever vervanginvesteringen naar voren moet halen.
- Opdrachtgever loopt hoge financiële risico’s, maar ook op het gebied van veiligheid en reputatie.
- Onveilige technische ruimten en installaties onveilig.
- Verzekeringen die na een calamiteit niet uitbetalen, omdat het onderhoud slecht is uitgevoerd.

## Resultaten onderhoudsaudit
- Reductie van het aantal storingen.
- Borging dat wettelijke richtlijnen en normen worden nageleefd.
- Verbetering van de klanttevredenheid.
- Verlaging van exploitatiekosten.
- Borging van de kwaliteit en veiligheid.
- Borging van de onderhoudsplanning.
- Met minimale inspanning is maximale sturing op output door opdrachtgever mogelijk.
- Efficiënte en effectieve afhandeling van bijvoorbeeld SCIOS-rapportages met minimale beheerlast voor opdrachtgever.
- Een versterking van de relatie tussen opdrachtgever en opdrachtnemer. Beiden willen dat de installaties goed worden onderhouden en er weinig storingen zijn.